# Dexter: New Blood
Dexter: New Blood és una minisèrie de gènere policíac nord-americana desenvolupada per Showtime com a continuació de la sèrie Dexter, desenvolupada pel showrunner de la sèrie original Clyde Phillips i dirigida per Marcos Siega. La sèrie torna a comptar amb Michael C. Hall i Jennifer Carpenter com a protagonista i que repeteixen en els papers de Dexter i Debra Morgan, respectivament. Aquest cop la història està ambientada 10 anys després dels esdeveniments del final de l'últim episodi (Remember the Monsters?) de la vuitena temporada de la sèrie original emès el 2013. Es va estrenar a Showtime el 7 de novembre de 2021 i l'endemà a Movistar+. Ha estat subtitulada al català.

## Argument
Deu anys després de fingir la seva mort, Dexter Morgan s'ha traslladat a la petita ciutat d'Iron Lake (Nova York), amagant la seva identitat sota el nom de Jim Lindsay, un treballador de la botiga local d'articles de caça i pesca. Ha desenvolupat una relació amb l'Angela Bishop, la cap de policia, i ha aconseguit reprimir els seus impulsos d'assassí. Però un seguit d'incidents al voltant del llac Iron fan aflorir el "passatger fosc" que porta dins.

## Repartiment
Principal
- Michael C. Hall com Dexter Morgan / Jim Lindsay.
- Jack Alcott com Harrison Morgan, fill del Dexter.
- Julia Jones com Angela Bishop, cap de policia d'Iron Lake.
- Johnny Sequoyah com Audrey, filla de la cap de policia.
- Alano Miller com Logan, agent de policia d'Iron Lake.
- David Magidoff com Teddy Reed, agent de policia d'Iron Lake.
- Jennifer Carpenter com Debra Morgan, germana del Dexter.
- Clancy Brown com Kurt Caldwell

Secundari
- Michael Cyril Creighton com Fred Jr., cap del Dexter a la botiga de caça.
- Frederic Lehne com Edward Olsen
- David Magidoff com Teddy Reed
- Oscar Wahlberg com Zach
- Jamie Chung com Molly

Convidat
- David Zayas com Angel Batista
- John Lithgow com Arthur Mitchell, l'assassí de la Trinitat.

## Episodis
| Núm. d'història | Episodi | Títol                      | Direcció           | Guió                                                | Data d'estrena         |  |
| --------------- | ------- | -------------------------- | ------------------ | --------------------------------------------------- | ---------------------- |  |
| 1               | 1       | "Cold Snap"                | Marcos Siega       | Clyde Phillips i Adam Rapp                          | 7 de novembre de 2021  |  |
|                 |         |                            |                    |                                                     |                        |  |
| 2               | 2       | "Storm of Fuck"            | Marcos Siega       | Warren Hsu Leonard                                  | 14 de novembre de 2021 |  |
|                 |         |                            |                    |                                                     |                        |  |
| 3               | 3       | "Smoke Signals"            | Sanford Bookstaver | David McMillan                                      | 21 de novembre de 2021 |  |
|                 |         |                            |                    |                                                     |                        |  |
| 4               | 4       | "H Is for Hero"            | Sanford Bookstaver | Tony Saltzman                                       | 28 de novembre de 2021 |  |
|                 |         |                            |                    |                                                     |                        |  |
| 5               | 5       | "Runaway"                  | Sanford Bookstaver | Veronica West                                       | 5 de desembre de 2021  |  |
|                 |         |                            |                    |                                                     |                        |  |
| 6               | 6       | "Too Many Tuna Sandwiches" | Marcos Siega       | Scott Reynolds i Warren Hsu Leonard                 | 12 de desembre de 2021 |  |
|                 |         |                            |                    |                                                     |                        |  |
| 7               | 7       | "Skin of Her Teeth"        | Sanford Bookstaver | Veronica West, Kirsa Rein i Alexandra Salerno       | 19 de desembre de 2021 |  |
|                 |         |                            |                    |                                                     |                        |  |
| 8               | 8       | "Big Game"                 | Sanford Bookstaver | Tony Saltzman i David McMillan                      | 26 de desembre de 2021 |  |
|                 |         |                            |                    |                                                     |                        |  |
| 9               | 9       | "The Family Business"      | Marcos Siega       | Scott Reynolds                                      | 2 de gener de 2022     |  |
|                 |         |                            |                    |                                                     |                        |  |
| 10              | 10      | "Sins of the Father"       | Marcos Siega       | Clyde Phillips, Alexandra Franklin i Marc Muszynski | 9 de gener de 2022     |  |

## Localització
La producció va començar el febrer de 2021, amb la major part de la sèrie filmada majoritàriament a Shelburne Falls (Massachusetts) com a substituta de la fictícia Iron Lake. El rodatge exterior s'havia de coordinar en funció del temps, ja que els creadors volien tenir una quantitat important de neu durant el rodatge, inclòs un llac glaçat. El rodatge interior va començar al voltant de juliol de 2021 durant un període de cinquanta dies.